# Harley (nome)
Harley  è un nome proprio di persona inglese maschile e femminile.

## Varianti
- Maschili: Arlea[2], Arleigh[2], Arley[2], Harlea[2], Harlee[2], Harleigh[2],  Harly[2]
- Femminili: Arlea[3], Arlee[3], Arleigh[3], Arley[3], Harlea[3], Harlee[3], Harleen[3], Harleigh[3], Harlene[3], Harlie[3], Harly[3]

## Origine e diffusione

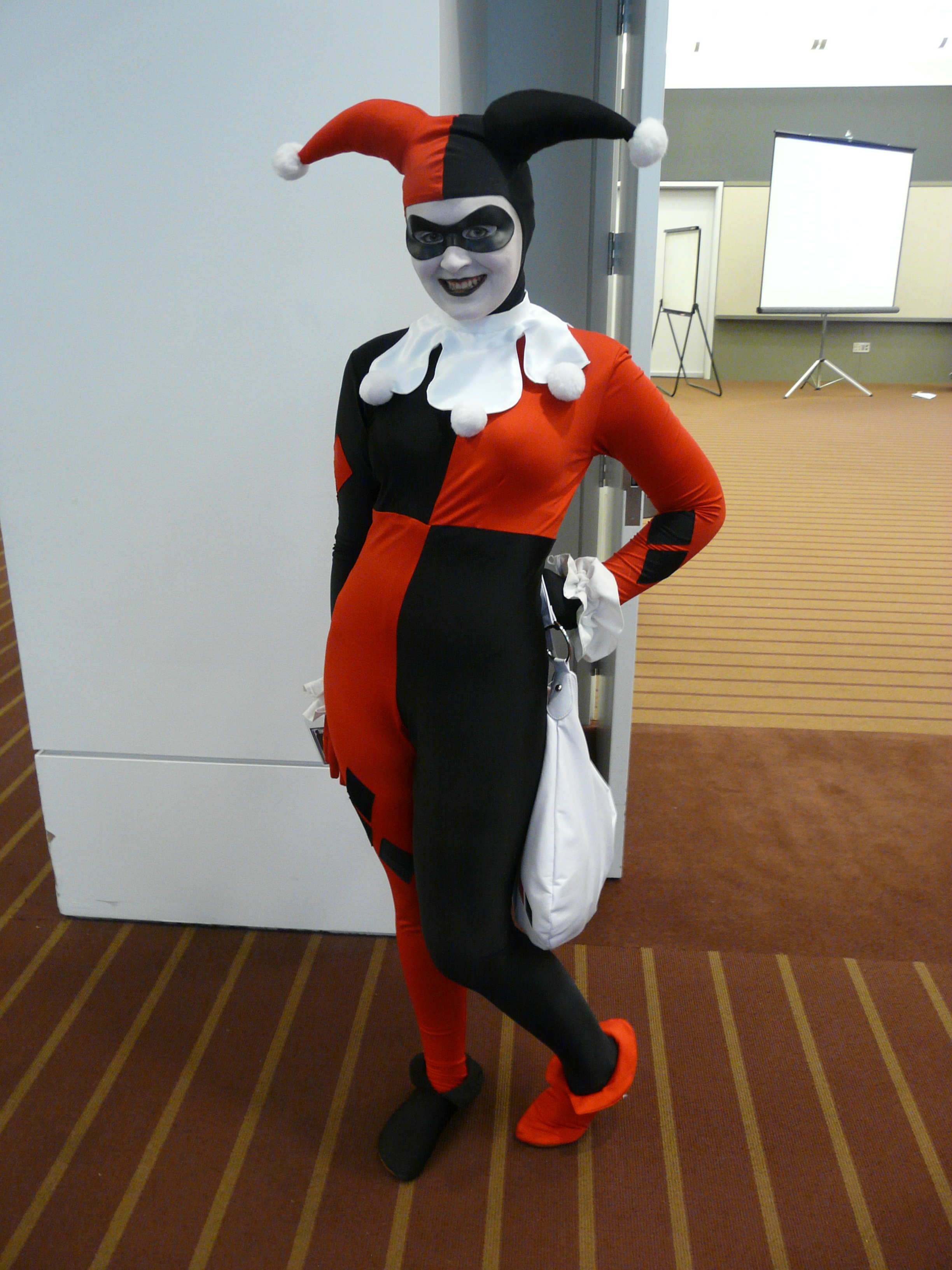
Harley Quinn

Riprende un cognome inglese di origine anglosassone, a sua volta derivato da un toponimo composto dai termini hara ("lepre") e leah (o leigh, "radura";significa quindi "radura delle lepri", "prato delle lepri" (secondo altre interpretazioni, "prato roccioso", "prato delle aquile" o "lungo campo").
Il nome era originariamente usato quasi esclusivamente al maschile. L'uso al femminile prese piede soprattutto a partire dal 1991, grazie ad un personaggio fittizio, Harleen Quinzel alias Harley Quinn, l'assistente di Joker, nella serie Batman.

## Onomastico
Il nome è adespota e quindi l'onomastico viene festeggiato il 1º novembre, giorno dedicato alla festa di Ognissanti.

## Persone

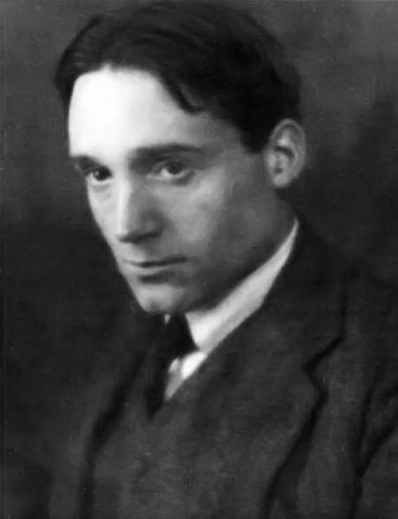
Harley Granville-Barker

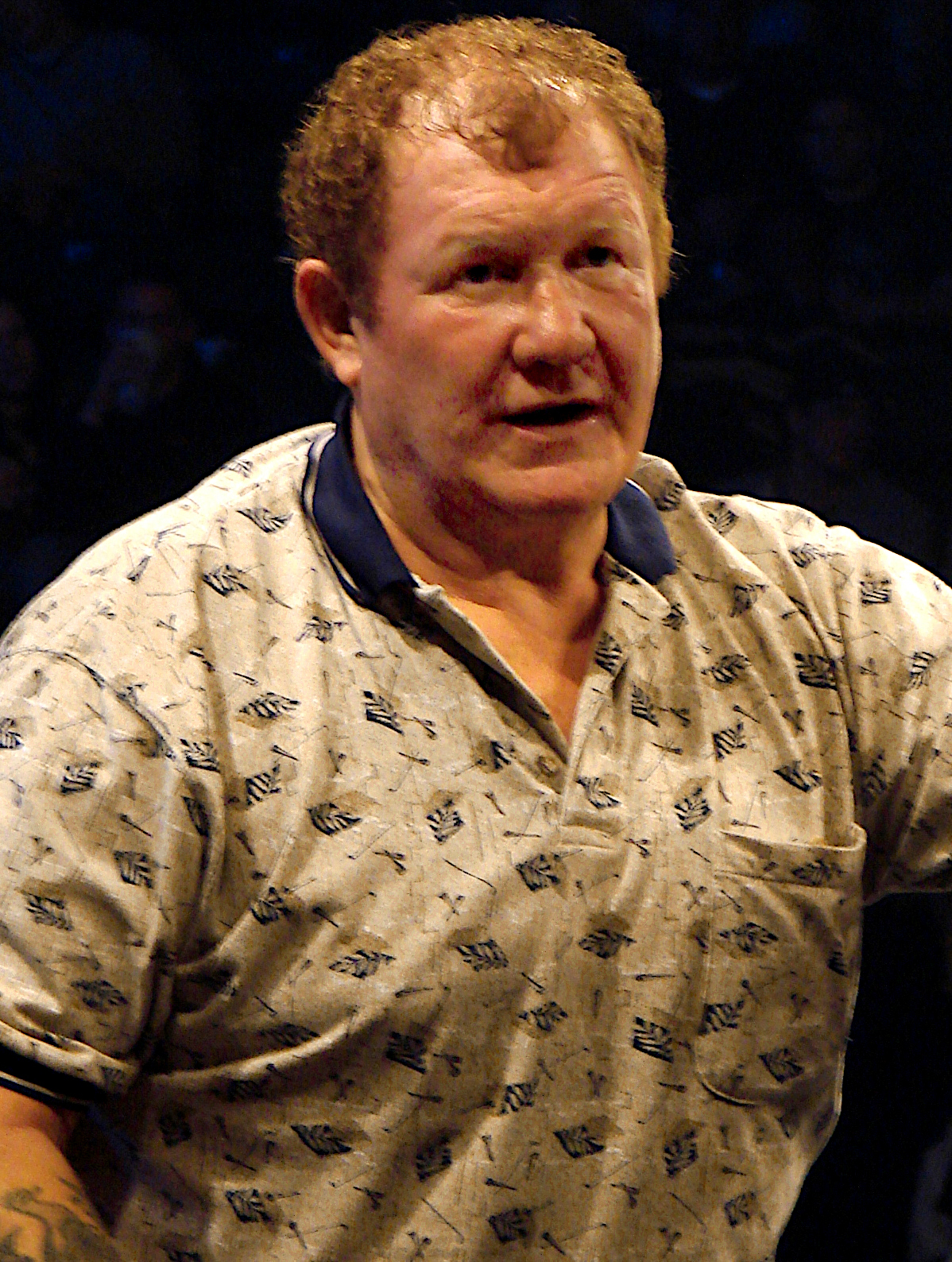
Harley Race

### Maschile
- Harley Bertholdsen, calciatore faroese
- Harley Earl, designer statunitense
- Harley Granville-Barker, commediografo, attore, regista, critico, impresario e produttore teatrale britannico
- Harley Knoles, regista e produttore cinematografico britannico
- Harley Race, wrestler statunitense
- Harley Marques Silva, giocatore di beach volley brasiliano

## Il nome nelle arti
- Harley Cooper è un personaggio della soap opera Sentieri (Guiding Light), interpretato dall'attrice Beth Ehlers[4][6]
- Harley Diaz è la protagonista della serie televisiva per ragazzi Harley in mezzo.
- Harley Quin è un personaggio di alcuni romanzi di Agatha Christie.
- Harley Quinn è un personaggio dei film o delle serie di Batman.[7]
- Harley è un personaggio dell'anime Pokémon[8]